# Победнице европских првенстава у атлетици на отвореном — 800 метара
Освајачице медаља на Европским првенствима у атлетици на отвореном у дисциплини трчања на 800 метара, која је у програму од петогЕвропског првенства у Берну 1954. приказане су у следећој табели са постигнутим резултатима, рекордима и билансом освојених медаља по земљама и појединачно у овој дисциплини. Резултати су приказни у минутима.

## Освајачице медаља на европским првенствима на отвореном
| Дисциплина             |                                        | Резултат      |                                       | Резултат |                                         | Резултат |
| Берн 1954 детаљи       | Нина Окталенко · СССР                  | 2:08,8 РЕП    | Дајан Ледер · Уједињено Краљевство    | 2:09,8   | Људмила Лисенко · СССР                  | 2:11,2   |
| Стокхолм 1958 детаљи   | Јелисавета Јермолајева · СССР          | 2:06,3 РЕП    | Дајан Ледер · Уједињено Краљевство    | 2:06,6   | Дзидра Левицка · СССР                   | 2:06,6   |
| Београд 1962 детаљи    | Герда Кран · Холандија                 | 2:02,8 ЕР РЕП | Валтрауд Кауфман · Источна Немачка    | 2:05,0   | Олга Кази · Мађарска                    | 2:05,0   |
| Будимпешта 1966 детаљи | Вера Николић · Југославија             | 2:02,8 =РЕП   | Жужа Сабо · Мађарска                  | 2:03,1   | Антје Глајхфилд · Западна Немачка       | 2:03,7   |
| Атина 1969 детаљи      | Лилијан Борд · Уједињено Краљевство    | 2:01,5 РЕП    | Анелиз Дам Олесен · Данска            | 2:02,6   | Вера Николић · Југославија              | 2:02,6   |
| Хелсинки 1971 детаљи   | Вера Николић · Југославија             | 2:00,00 РЕП   | Патрисија Лоу · Уједињено Краљевство  | 2:01,66  | Розмари Стерлинг · Уједињено Краљевство | 2:02,08  |
| Рим 1974 детаљи        | Лилијана Томова · Бугарска             | 1:58,14 РЕП   | Гунхилд Хофмајстер · Источна Немачка  | 1:58,81  | Маријана Суман · Румунија               | 1:59,84  |
| Праг 1978 детаљи       | Татјана Провидокина · СССР             | 1:55,80 РЕП   | Надежда Мушта · СССР                  | 1:55,82  | Зоја Ригел · СССР                       | 1:56,57  |
| Атина 1982 детаљи      | Олга Минејева · СССР                   | 1:55,41 РЕП   | Људмила Веселкова · СССР              | 1:55,96  | Маргит Клингер · Западна Немачка        | 1:57,22  |
| Штутгарт 1986 детаљи   | Надија Олизаренко · СССР               | 1:57,15       | Сигрун Водарс · Источна Немачка       | 1:57,42  | Љубов Гурина · СССР                     | 1:57,73  |
| Сплит 1990 детаљи      | Сигрун Водарс · Источна Немачка        | 1:55,87       | Кристине Вахтел · Источна Немачка     | 1:56,11  | Лилија Нурутдинова · СССР               | 1:57,39  |
| Хелсинки 1994 детаљи   | Љубов Гурина · Русија                  | 1:58,55       | Наталија Духнова · Белорусија         | 1:58,55  | Људмила Рогачова · Русија               | 1:58,69  |
| Будимпешта 1998 детаљи | Јелена Афанасјева · Русија             | 1:58,50       | Малин Еверлоф · Шведска               | 1:58,61  | Стефани Граф · Аустрија                 | 2:00,11  |
| Минхен 2002. детаљи    | Јоланда Чеплак · Словенија             | 1:57,65       | Мајте Мартинез · Шпанија              | 1:58,86  | Кели Холмс · Уједињено Краљевство       | 1:59,83  |
| Гетеборг 2006 детаљи   | Олга Котљарова · Русија                | 1:57,38       | Светлана Кљука · Русија               | 1:57,48  | Ребека Лајн · Уједињено Краљевство      | 1:58,45  |
| Барселона 2010 детаљи  | Ивон Хак · Холандија                   | 1:58,85       | Џенифер Медоус · Уједињено Краљевство | 1:59,39  | Луција Клоцова · Словачка               | 1:59,48  |
| Хелсинки 2012 детаљи   | Линзи Шарп · Уједињено Краљевство      | 2:00,52       | Марина Арзамасава · Белорусија        | 2:01,02  | Лилија Лобанова · Украјина              | 2:01,29  |
| Цирих 2014 детаљи      | Марина Арзамасава · Белорусија         | 1:58,15       | Линзи Шарп · Уједињено Краљевство     | 1:58,80  | Јоана Јозвик · Пољска                   | 1:59,63  |
| Амстердам 2016 детаљи  | Наталија Пришчепа · Украјина           | 1:59,70       | Ренел Ламот · Француска               | 2:00,19  | Ловиса Линд · Шведска                   | 2:00,37  |
| Берлин 2018 детаљи     | Наталија Пришчепа · Украјина           | 2:00,38       | Ренел Ламот · Француска               | 2:00,62  | Олга Љахова · Украјина                  | 2:00,79  |
| Минхен 2022 детаљи     | Кили Хоџкинскон · Уједињено Краљевство | 1:59,04       | Ренел Ламот · Француска               | 1:59,49  | Ана Вјелгош · Пољска                    | 1:59,87  |
| Рим 2024 детаљи        | Кили Хоџкинскон · Уједињено Краљевство | 1:58,65       | Габријела Гајанова · Словачка         | 1:58,79  | Анаис Бургоан · Француска               | 1:59,04  |
| Бирмингем 2026         |                                        |               |                                       |          |                                         |          |

## Биланс медаља
| #                | Држава               |    |    |    |    |
| ---------------- | -------------------- | -- | -- | -- | -- |
| 1.               | СССР                 | 5  | 2  | 5  | 12 |
| 2.               | Уједињено Краљевство | 4  | 5  | 3  | 12 |
| 3.               | Русија               | 3  | 1  | 1  | 5  |
| 4.               | Украјина             | 2  | 0  | 2  | 4  |
| 5.               | Југославија          | 2  | 0  | 1  | 3  |
| 6.               | Холандија            | 2  | 0  | 0  | 2  |
| 7.               | Источна Немачка      | 1  | 4  | 0  | 5  |
| 8.               | Белорусија           | 1  | 2  | 0  | 3  |
| 9.               | Бугарска             | 1  | 0  | 0  | 1  |
| 9.               | Словенија            | 1  | 0  | 0  | 1  |
| 11.              | Француска            | 0  | 3  | 1  | 4  |
| 12.              | Мађарска             | 0  | 1  | 1  | 2  |
| 12.              | Шведска              | 0  | 1  | 1  | 2  |
| 12.              | Словачка             | 0  | 1  | 1  | 2  |
| 15.              | Данска               | 0  | 1  | 0  | 1  |
| 15.              | Шпанија              | 0  | 1  | 0  | 1  |
| 17.              | Западна Немачка      | 0  | 0  | 2  | 2  |
| 17.              | Пољска               | 0  | 0  | 2  | 2  |
| 19.              | Румунија             | 0  | 0  | 1  | 1  |
| 19.              | Аустрија             | 0  | 0  | 1  | 1  |
| Укупно 20 земаља | Укупно 20 земаља     | 22 | 22 | 22 | 66 |

|    | Атлетичарка                           |   |   |   |   |
| -- | ------------------------------------- | - | - | - | - |
| 1. | Вера Николић · Југославија            | 2 | 0 | 1 | 3 |
| 2. | Наталија Пришчепа · Украјина          | 2 | 0 | 0 | 2 |
| 2. | Кили Хоџкинсон · Уједињено Краљевство | 2 | 0 | 0 | 2 |
| 4. | Сигрун Водарс · Источна Немачка       | 1 | 1 | 0 | 2 |
| 4. | Линзи Шарп · Уједињено Краљевство     | 1 | 1 | 0 | 2 |
| 4. | Марина Арзамасава · Белорусија        | 1 | 1 | 0 | 2 |
| 7. | Љубов Гурина · СССР и Русија          | 1 | 0 | 1 | 2 |
| 8. | Ренел Ламот · Француска               | 0 | 3 | 0 | 3 |
| 9. | Дајан Ледер · Уједињено Краљевство    | 0 | 2 | 0 | 2 |